# Serhij Walter

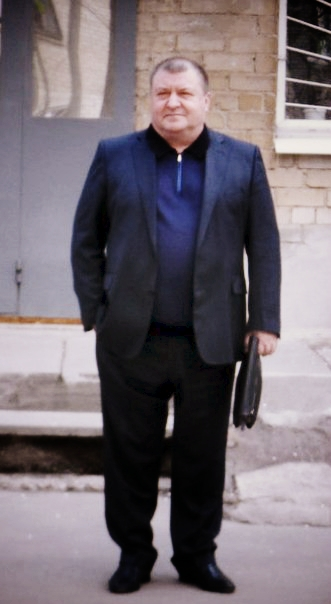
Serhij Walter

Serhij Heorhijowytsch Walter (ukrainisch Сергій Георгійович Вальтер; * 21. Januar 1958; † 25. Februar 2015)  war ein ukrainischer Politiker.

## Leben
Walter war Bürgermeister der Stadt Melitopol, wurde von diesem Posten jedoch 2014 per Gerichtsbeschluss entlassen. Am 25. Februar 2015 wurde er von seiner Frau erhängt in seiner Garage aufgefunden. Gegen ihn liefen Ermittlungen wegen Amtsmissbrauch, Korruption und der Bildung einer kriminellen Vereinigung. Er hinterließ einen Sohn und eine Tochter. Walter war Träger des Orden des Heiligen Wladimir 4. Klasse.